# Championnat de Lettonie de football
Le championnat de Lettonie de football, aussi appelé Virslīga, a été créé en 1922. Le championnat fut interrompu en 1940. Incorporé par la suite à l'URSS, le championnat de Lettonie (en tant que pays indépendant) ne reprend qu'en 1991.
L'actuel tenant du titre est le FK RFS, vainqueur de l'édition 2024. Le club le plus couronné dans la compétition est le Skonto Riga, aujourd'hui disparu, avec quinze titres de champion dont quatorze de suite entre 1991 et 2004. Il est suivi par le FK Ventspils avec six titres entre 2006 et 2014 et le Riga FC qui s'est imposé par trois fois entre 2018 et 2020.

## Palmarès

### Entre-deux-guerres (1922-1940)
- 1922 : SV Kaiserwald (Riga)
- 1923 : SV Kaiserwald (Riga)
- 1924 : RFK Riga
- 1925 : RFK Riga
- 1926 : RFK Riga
- 1927 : Olimpia Liepaja
- 1928 : Olimpia Liepaja
- 1929 : Olimpia Liepaja
- 1930 : RFK Riga
- 1931 : RFK Riga
- 1932 : ASK Riga
- 1933 : Olimpia Liepaja
- 1934 : RFK Riga
- 1935 : RFK Riga
- 1936 : Olimpia Liepaja
- 1937 : pas de championnat
- 1938 : Olimpia Liepaja
- 1939 : Olimpia Liepaja
- 1940 : RFK Riga

### Depuis l'indépendance (depuis 1992)
| Saison | Clubs | Champion               | Vice-champion      | Meilleur(s) buteur(s)                                                                                  |
| ------ | ----- | ---------------------- | ------------------ | --- |
| 1991   | 20    | Skonto Riga            | Pārdaugava Riga    | Vjačeslavs Ževnerovičs (Celtnieks Daugavpils, 27 buts)                                                 |
| 1992   | 12    | Skonto Riga (2)        | RAF Jelgava        | Vjačeslavs Ževnerovičs (VEF Riga, 19 buts)                                                             |
| 1993   | 10    | Skonto Riga (3)        | Olimpija Riga      | Aleksandrs Jeļisejevs (Skonto Riga, 20 buts)                                                           |
| 1994   | 12    | Skonto Riga (4)        | RAF Jelgava        | Vladimirs Babičevs (Skonto Riga, 14 buts)                                                              |
| 1995   | 10    | Skonto Riga (5)        | Vilan-D Dinaburg   | Vitālijs Astafjevs (Skonto Riga, 19 buts)                                                              |
| 1996   | 10    | Skonto Riga (6)        | Daugava Riga       | Mihails Miholaps (Skonto Riga, 33 buts)                                                                |
| 1997   | 9     | Skonto Riga (7)        | Daugava Riga       | Davit Chaladze (Skonto Riga, 25 buts)                                                                  |
| 1998   | 8     | Skonto Riga (8)        | Liepājas Metalurgs | Viktors Dobrecovs (Liepājas Metalurgs, 23 buts)                                                        |
| 1999   | 8     | Skonto Riga (9)        | Liepājas Metalurgs | Viktors Dobrecovs (Liepājas Metalurgs, 22 buts)                                                        |
| 2000   | 8     | Skonto Riga (10)       | FK Ventspils       | Vladimirs Koļesņičenko (Skonto Riga, 17 buts)                                                          |
| 2001   | 8     | Skonto Riga (11)       | FK Ventspils       | Mihails Miholaps (Skonto Riga, 24 buts)                                                                |
| 2002   | 8     | Skonto Riga (12)       | FK Ventspils       | Mihails Miholaps (Skonto Riga, 23 buts)                                                                |
| 2003   | 8     | Skonto Riga (13)       | Liepājas Metalurgs | Viktors Dobrecovs (Liepājas Metalurgs, 36 buts)                                                        |
| 2004   | 8     | Skonto Riga (14)       | Liepājas Metalurgs | Aleksandr Katasonov (Liepājas Metalurgs, 21 buts)                                                      |
| 2005   | 8     | Liepājas Metalurgs     | Skonto Riga        | Viktors Dobrecovs (Liepājas Metalurgs, 18 buts) Igors Sļesarčuks (Venta Kuldīga/FK Ventspils, 18 buts) |
| 2006   | 8     | FK Ventspils           | Liepājas Metalurgs | Mihails Miholaps (Skonto Riga, 15 buts)                                                                |
| 2007   | 8     | FK Ventspils (2)       | Liepājas Metalurgs | Vīts Rimkus (FK Ventspils, 20 buts)                                                                    |
| 2008   | 10    | FK Ventspils (3)       | Liepājas Metalurgs | Vīts Rimkus (FK Ventspils, 14 buts)                                                                    |
| 2009   | 9     | Liepājas Metalurgs (2) | FK Ventspils       | Kristaps Grebis (Liepājas Metalurgs, 30 buts)                                                          |
| 2010   | 10    | Skonto Riga (15)       | FK Ventspils       | Nathan Júnior (Skonto Riga, 18 buts) Deniss Rakels (Liepājas Metalurgs, 18 buts)                       |
| 2011   | 9     | FK Ventspils (4)       | Liepājas Metalurgs | Nathan Júnior (Skonto Riga, 22 buts)                                                                   |
| 2012   | 10    | Daugava Daugavpils     | Skonto Riga        | Mamuka Ghonghadze (Daugava Daugavpils, 18 buts)                                                        |
| 2013   | 10    | FK Ventspils (5)       | Skonto Riga        | Artūrs Karašausks (Skonto Riga, 16 buts) Andrejs Kovaļovs (Daugava Daugavpils, 16 buts)                |
| 2014   | 10    | FK Ventspils (6)       | Skonto Riga        | Vladislavs Gutkovskis (Skonto Riga, 28 buts)                                                           |
| 2015   | 8     | FK Liepāja             | Skonto Riga        | Dāvis Ikaunieks (FK Liepāja, 15 buts)                                                                  |
| 2016   | 8     | Spartaks Jurmala       | FK Jelgava         | Ģirts Karlsons (FK Ventspils, 17 buts)                                                                 |
| 2017   | 8     | Spartaks Jurmala (2)   | FK Liepāja         | Evgueny Kozlov (Spartaks Jurmala, 13 buts)                                                             |
| 2018   | 8     | Riga FC                | FK Ventspils       | Darko Lemajić (Riga FC, 15 buts)                                                                       |
| 2019   | 9     | Riga FC (2)            | FK RFS             | Darko Lemajić (Riga FC, 15 buts)                                                                       |
| 2020   | 10    | Riga FC (3)            | FK RFS             | Dodô (FK Liepāja, 18 buts)                                                                             |
| 2021   | 9     | FK RFS                 | Valmiera FC        | Leonel Wamba (Spartaks Jurmala, 14 buts)                                                               |
| 2022   | 10    | Valmiera FC            | Riga FC            | Raimonds Krollis (Valmiera FC, 25 buts)                                                                |
| 2023   | 10    | FK RFS                 | Riga FC            | Marko Regža (en) (Riga FC, 19 buts)                                                                    |
| 2024   | 10    | FK RFS                 | Riga FC            | Reginaldo Ramires (ru) (Riga FC, 25 buts)                                                              |

#### Bilan par club
| Club               | Champion | Vice-champion | Édition(s) remportée(s)                                                                  |
| ------------------ | -------- | ------------- | ---------------------------------------------------------------------------------------- |
| Skonto Riga        | 15       | 4             | 1991, 1992, 1993, 1994, 1995, 1996, 1997, 1998, 1999, 2000, 2001, 2002, 2003, 2004, 2010 |
| FK Ventspils       | 6        | 6             | 2006, 2007, 2008, 2011, 2013, 2014                                                       |
| Riga FC            | 3        | 2             | 2018, 2019, 2020                                                                         |
| Liepājas Metalurgs | 2        | 8             | 2005, 2009                                                                               |
| FK RFS             | 2        | 2             | 2021, 2023                                                                               |
| Spartaks Jurmala   | 2        | –             | 2016, 2017                                                                               |
| FK Liepāja         | 1        | 1             | 2015                                                                                     |
| Valmiera FC        | 1        | 1             | 2022                                                                                     |
| Daugava Daugavpils | 1        | –             | 2012                                                                                     |
| FK Jelgava         | –        | 3             |                                                                                          |
| Daugava Riga       | –        | 2             |                                                                                          |
| Pārdaugava Riga    | –        | 1             |                                                                                          |
| Olimpija Riga      | –        | 1             |                                                                                          |
| Dinaburg FC        | –        | 1             |                                                                                          |

## Compétitions européennes

### Classement du championnat
Le tableau ci-dessous récapitule le classement de la Lettonie au coefficient UEFA depuis 1993. Ce coefficient par nation est utilisé pour attribuer à chaque pays un nombre de places pour les compétitions européennes ainsi que les tours auxquels les clubs doivent entrer dans la compétition.
| 1993 | 1994 | 1995 | 1996 | 1997 | 1998 | 1999 | 2000 | 2001 | 2002 | 2003 | 2004 | 2005 | 2006 | 2007 | 2008 | 2009 | 2010 | 2011 | 2012 | 2013 | 2014 | 2015 | 2016 | 2017 | 2018 | 2019 | 2020 | 2021 | 2022 | 2023 | 2024 | 2025 |
| ---- | ---- | ---- | ---- | ---- | ---- | ---- | ---- | ---- | ---- | ---- | ---- | ---- | ---- | ---- | ---- | ---- | ---- | ---- | ---- | ---- | ---- | ---- | ---- | ---- | ---- | ---- | ---- | ---- | ---- | ---- | ---- | ---- |
| 25   | 23   | 27   | 26   | 28   | 32   | 33   | 31   | 32   | 31   | 31   | 31   | 31   | 32   | 31   | 31   | 31   | 33   | 35   | 38   | 39   | 38   | 46   | 42   | 41   | 41   | 42   | 37   | 40   | 38   | 35   | 37   | 36   |

Le tableau suivant affiche le coefficient actuel du championnat letton.
| Rang | Pays               | 2020-2021 | 2021-2022 | 2022-2023 | 2023-2024 | 2024-2025 | Coefficient |
| ---- | ------------------ | --------- | --------- | --------- | --------- | --------- | ----------- |
| 34   | Bosnie-Herzégovine | 2,625     | 1,625     | 2,000     | 2,250     | 4,531     | 13,031      |
| 35   | Arménie            | 1,375     | 1,875     | 2,375     | 2,250     | 4,375     | 12,250      |
| 36   | Lettonie           | 1,375     | 2,625     | 2,750     | 1,625     | 3,875     | 12,250      |
| 37   | Kosovo             | 1,833     | 2,333     | 2,875     | 3,000     | 2,000     | 12,041      |
| 38   | Finlande           | 1,375     | 3,750     | 2,625     | 1,750     | 2,250     | 11,750      |

### Coefficient des clubs
| Rang | Club        | 2020-2021 | 2021-2022 | 2022-2023 | 2023-2024 | 2024-2025 | Coefficient |
| ---- | ----------- | --------- | --------- | --------- | --------- | --------- | ----------- |
| 146  | FK RFS      | 1,000     | 2,000     | 2,500     | 1,500     | 4,000     | 11,000      |
| 155  | Riga FC     | 2,000     | 2,500     | 2,000     | 2,000     | 1,500     | 10,000      |
| 262  | Valmiera FC | 1,000     | 1,000     | 1,500     | 2,000     | -         | 5,500       |
| 326  | FK Liepāja  | -         | 1,500     | 1,500     | -         | 1,000     | 4,000       |
| 340  | FK Auda     | -         | -         | -         | 1,500     | 2,000     | 3,500       |